# Hypermastus echinocardiaphila
Hypermastus echinocardiaphila is een slakkensoort uit de familie van de Eulimidae. De wetenschappelijke naam van de soort is voor het eerst geldig gepubliceerd in 1976 door Habe.